# 243e régiment d'artillerie
Pour les articles homonymes, voir 243e régiment.
Le 243e régiment d'artillerie est un régiment d'artillerie de l'armée française créé en 1917, qui participa à la Première Guerre mondiale, puis à la bataille de France durant la Seconde Guerre mondiale. L'unité, capturée par l'ennemi en juin 1940, n'est pas reconstituée.

## Création et différentes dénominations
Lors de sa création le 1er avril 1917, le 243e régiment d'artillerie de campagne (243e RAC) est formé à partir des éléments constituant l'artillerie divisionnaire de la 53e division d'infanterie (AD53 ou artillerie divisionnaire de campagne ADC53).
À la mobilisation le 2 août 1914, la 53e division d'infanterie dispose d'un groupement d'artillerie,1er, 2e et 3e groupes composés respectivement des groupes de renforcement du 43e régiment d'artillerie de campagne (21e, 22e et 23e batteries), du 22e régiment d'artillerie de campagne (24e, 25e et 26e batteries) et du 11e régiment d'artillerie de campagne (27e, 28e et 29e batteries).
Par ordre no 12.339 du général commandant en chef en date du 15 mars 1917, le groupement constitue le 1er avril 1917 le 243e régiment d'artillerie de campagne (243e RAC) tout en poursuivant son action en tant qu'ACD53 jusqu'à l'armistice.
Dissous après l'armistice, le 243e régiment d'artillerie de campagne renait quelques mois plus tard en tant qu'unité intégrée à l'armée française du Rhin (ACD37), puis réintègre renforcé d'un groupe du 104e régiment d'artillerie lourde, les rangs du 43e régiment d'artillerie, désormais dénommé 43e régiment d'artillerie divisionnaire (43e RAD ; 6e DI).
En 1939, les deux groupes d'artillerie lourde du 43e RAD prennent enfin part à la Seconde guerre mondiale sous la dénomination de 243e régiment d'artillerie lourde divisionnaire (243e RALD).

## Chefs de corps

### Groupement d'artillerie de la53edivision d'infanterie (AD53 ou ADC53)
- 2 août 1914 - 11/06/1916 - Lieutenant-colonel puis colonel André Joseph Emmanuel MASSENET[3]
- 11/06/1916 - 16/08/1916 - Lieutenant-colonel Pierre Henri Desticker[4]
- 23/08/1916 - 23/01/1917 - Colonel Anatole Paul Louis Thevenin[5]
- 25/01/1917 - 12/02/1917 - Chef d'escadron Louis Clément Joseph Girad (par intérim)[6] auteur de : Sur le front occidental avec la 53e division d'infanterie. (cf. Témoin de l'AD53 et 243e RAC)
- 12/02/1917 - 01/04/1917 - Lieutenant-colonel Gustave Georges Ernest Victor Crousse[7]

### 243eRAC
- 01/04/1917 - 18/02/1919 - Lieutenant-colonel Gustave Georges Ernest Victor Crousse[7]

### 243eRAC (ACD37)
- 31/12/1919 - 06/09/1923 - Colonel Julien Faugeron[8]

### 243eRALD
- 02/09/1939 - 08/06/1940 - Lieutenant-colonel René Georges Amand Mallassinet (évacué blessé le 08/06/1940)[9],[10]
- 08/06/1940 - 23/06/1940 - Chef d'escadron Henri Marie Gabriel Le Lièvre de la Morinière (par intérim)[11]

## Historique
Garnisons
- Versailles (Yvelines), Camp de Satory, mobilisation du groupe de renforcement du 43e RAC en août 1914.
- Caen (Calvados), Quartier d'artillerie Claude Decaen, 5e groupe du 43e RAC à partir de juillet 1919.
- Cherbourg (Manche), Quartier Rochambeau, groupes d'artillerie lourde du 43e RAD (1923-1935).
- Caen (Calvados), Quartier d'artillerie Claude Decaen, groupes d'artillerie lourde du  43e RAD (1935-1939)
- Cherbourg (Manche), Quartier Rochambeau, mobilisation du 243e RALD (1939)

### Première Guerre mondiale

#### Principaux engagements durant la Première Guerre mondiale d'après l'Historique régimentaire
AD53 - ADC53

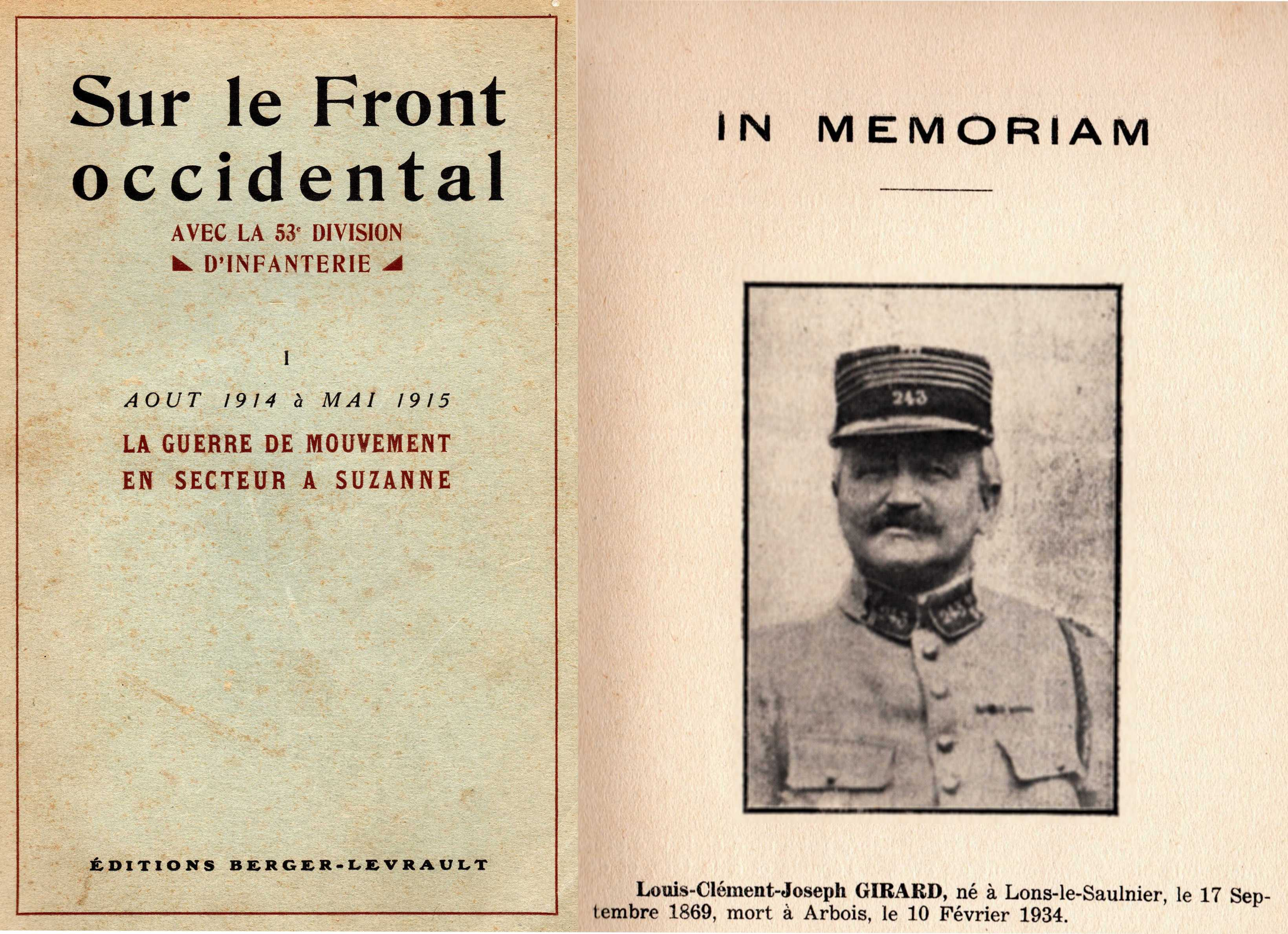
Journal du commandant Louis Clément Joseph GIRARD, officier du cf. ref. Témoins de l'AD53 et du RAC.

- Retraite 24 août - 6 septembre 1914, engagement dans la Bataille de Guise[12].
- Bataille de la Marne 6 - 12 septembre 1914.
- Bataille de l'Aisne 14 septembre – 1er octobre 1914 (secteur de Berry-au-Bac).
- Front de la Somme 2 octobre 1914 - 27 avril 1915 : (secteur dans la région de Fricourt)
- Bataille d'Artois 11 mai – 3 juillet 1915 (secteur de Neuville-Saint-Vaast).
- Bataille de Champagne 4 septembre - 22 octobre 1915 (secteur de Tahure).
- Front de l’Aisne 10 décembre 1915 – 23 avril 1916 (secteur entre Oise et Aisne au nord-ouest de Soissons).
- Bataille de la Somme 18 juin-16 août 1916 (secteur au nord de la route d’Amiens à Péronne).
- Front de l’Aisne 16 août- décembre 1916 (secteur de Bitry-Offemont entre l’Oise et l’Aisne).
- Secteur de Machemont (Oise) 21 janvier-13 mars 1917.
- Offensive sur l’Ailette (Aisne) 22 mars -30 mars 1917 (secteur de Manicamp).

243e RAC (création le 1er avril 1917)
- Offensive sur l’Ailette (Aisne) 3 avril – 16 juillet 1917 (secteurs de la Fère puis Moy-de-l’Aisne).
- Le Chemin des dames 8 août 1917-23 mars 1918 (secteurs du Poteau d’Ailles, Courtecon, Bourg-et-Comin et Craonne).
- Seconde bataille de la Marne 24 mars-14 juin 1918 (secteur au nord-ouest de Compiègne).
- Front d’Alsace-Vosges : 15 juin – 16 septembre 1918 (secteur entre Leimbach et le canal du Rhône au Rhin).
- Offensive sur la Vesle et la Suippe (Marne) 30 septembre - 7 octobre 1918 (secteurs de Pévy et Bertricout).
- Offensive sur le canal des Ardennes et l’Aisne (Ardennes) 15 octobre – 3 novembre 1918 (secteur de Vandy).

### Distinction
Fourragère aux couleurs du ruban de la Croix de guerre remise à Thionville par le Maréchal Pétain le 08/01/1919

### Pertes de l'AD53 et du243eRAC durant la Première Guerre mondiale (tués, blessés, disparus)
L'historique régimentaire du 243e RAC dresse la liste nominative des pertes de l'unité du 2 août 1914 à novembre 1918 cf. pp. 31-39

### Témoins de l'AD53 et du243eRAC
- Maurice Alliot (Saint-Denis 1889 - Fontenay-les-Briis 1990) [voir : Les lettres du sous-lieutenant Maurice Alliot, 43e régiment d'artillerie, 21e batterie. 30 juillet 1915 - 22 mars 1915 conservées aux archives départementales du Calvados cote 1J/42/9[13]].
- Anonyme [Louis Girard] - Sur le front occidental avec la 53e division d'infanterie. 4 vol. : I - Paris, Berger-Levrault, 1932 ; II - Besançon, Sequana s.d.; III - Paris, Brodart et Taupin eds. s.d.; IV - Compiègne, Imprimerie du progrès de l'Oise [1938]. [Louis Clément Joseph Girard (1869-1934)[6], capitaine de la 23e batterie du 43e RA ; commandant du 1er groupe de renforcement du 43e RA (1er groupe AD53) ; commandant par intérim. du 243e RAC].
- Joseph Laniel - Jours de gloire et jours cruels (1908-1958). Paris, Presses de la cité, 1971, pp. 15-62 [Joseph Laniel (1889-1975), lieutenant affecté au 243e RAC à compter du 16/03/1918 (22e puis 25e batterie), promu capitaine de réserve le 10/10/1918].

### Personnalités ayant servi au243eRAC
- Joseph Laniel (1889-1975), Membre du Conseil national de la Résistance (1943), Président du Conseil (juin 1953 - juin 1954). Lieutenant de réserve au 27e puis 7e dragons affecté à l'état-major de la 53e DI depuis août 1914, affecté au 243e RAC à compter du 16/03/1918 (22e puis 25e batteries), promu capitaine de réserve le 10/10/1918 et démobilisé par le 43e régiment d'artillerie[14].

### Dissolution du243eRAC
Le 243e RAC est dissous le 25/01/1919 d'après l'historique régimentaire p. 30. Les 2e et 3e groupes rejoignent alors par voie terrestre le dépôt de démobilisation de Nemours.
Le  1er groupe est quant à lui reversé au 43eRAC et rejoint, le 8 février 1919, les 1er et 2e groupes de l'unité affectés à l'occupation du Palatinat dans la région de Grünstadt-Frankenthal, le "régiment de marche 43/243e" ne regagnant son dépôt de Caen que le 12 juillet 1919.

### Armée du Rhin et entre-deux-guerres

#### 243eRégiment d'artillerie (ACD37)

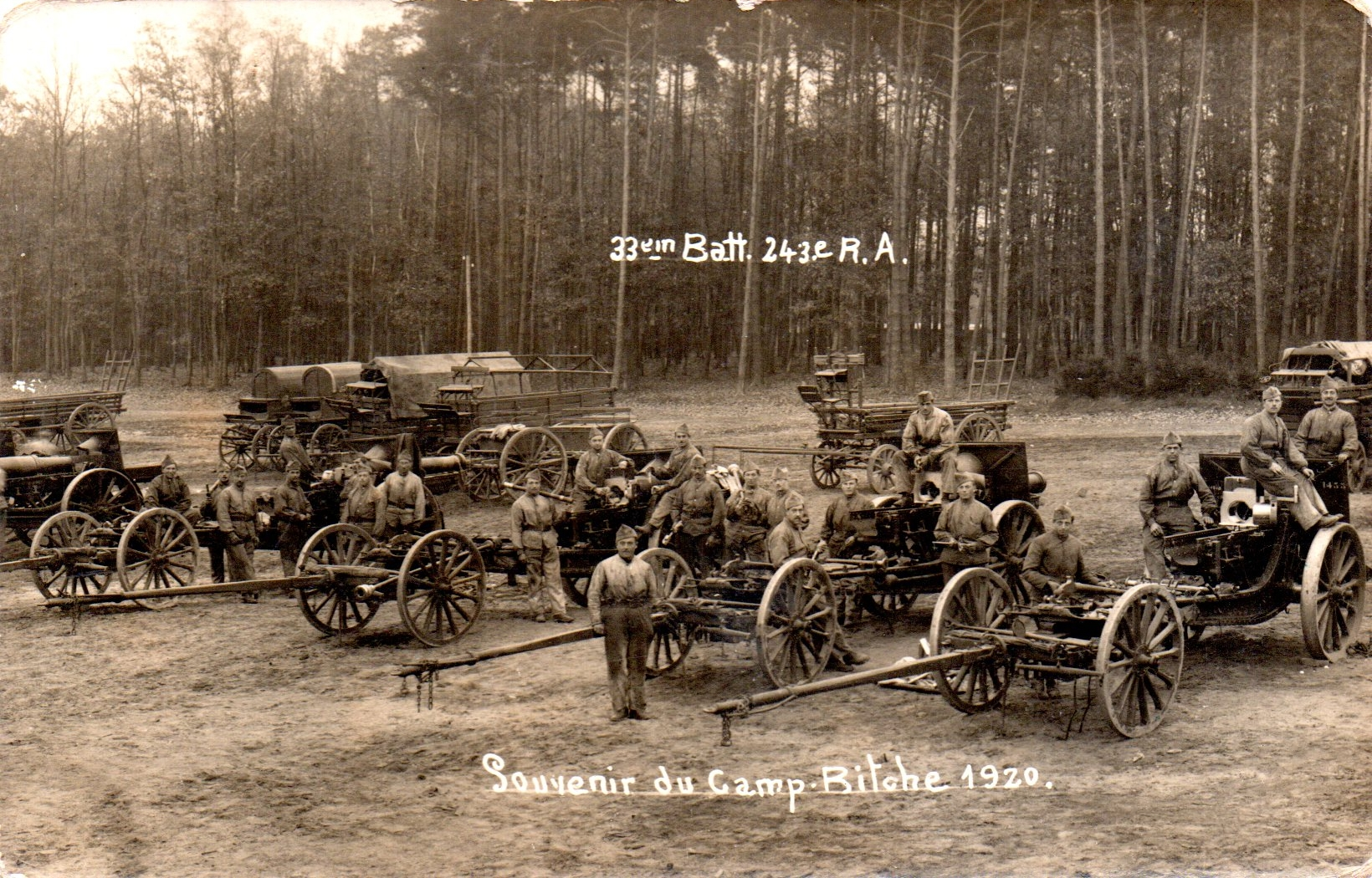
33e batterie du RAC, camp de Bitche (Moselle), novembre 1920

Le 243e régiment d'artillerie campagne est reformé en octobre 1919 à partir du 5e groupe du 43e régiment d'artillerie, 33e, 34e et 35e batteries équipées de trois batteries de quatre pièces de 155 mm Schneider court modèle 1917 . En 1920-1922, rattaché à la 37e division d'infanterie (8e groupe de l'ACD37), il participe à l'occupation de la Rhénanie par le 30e corps d'armée du Général Mordacq dans le secteur de Wiesbaden (Hesse) et Mayence (Rhenanie-Palatinat).
Après son retour d'Allemagne, le groupe accompagné d'un groupe du 104e RAL est versé au 43e régiment d'artillerie, qui lors de la réorganisation des corps d'artillerie français de janvier 1924, est dénommé 43e Régiment d'Artillerie Divisionnaire. Les deux groupes d'artillerie lourde sont alors cantonnés à Cherbourg quartier Rochambeau, avant de rejoindre le quartier Claude Decaen à Caen à partir de 1935.

### Personnalités ayant servi au243erégiment d'artillerie
- Gilbert Bugeac (1901-1976), résistant, Compagnon de la Libération (effectue son service militaire au 243e RAC, occupation des pays Rhénans du 07/04/1921 au 21/06/1922)[20]

### Seconde guerre mondiale

#### 243erégiment d'artillerie lourde divisionnaire (243eRALD)
Les deux groupes d'artillerie lourde du  43e RAD prennent, en 1939, l'appellation de 243e RALD (régiment d'artillerie lourde divisionnaire). Doté de six batteries de quatre pièces de 155 mm Schneider court modèle 1917, il est mobilisé à Cherbourg. Attaché comme le 43e RAD à la 6e division d'infanterie, il prend part aux combats de la bataille de France en suivant son mouvement.

#### Principaux engagements du243eRALD

##### "Drôle de guerre"
- Camp de Sissonne (Aisne) du 18 septembre au 23 octobre 1939
- Frontière du Nord à Hirson (Aisne) du 24 octobre au 23 novembre 1939
- Trelon (Nord) du 25 novembre au 9 décembre 1939
- Lorraine, région de Boulay (Moselle) du 7 janvier au 21 mars 1940, Woëvre du 27 mars au 10 mai

##### Bataille de France
- Engagé secteur de Stenay (Meuse) 15-21 mai 1940
- Engagé secteur de Sommauthe (Ardennes) du 23 mai au 10 juin 1940
- Retraite du 11 au 20 juin jusqu'au sud de Toul (Meurthe-et-Moselle)

- Capturé le 22 juin 1940 entre Germigny et Viterne (Meurthe-et-Moselle)

Le 243e régiment d'artillerie ne sera pas reconstitué.

### Liste des prisonniers de guerre du 243e RALD
570 hommes du 243e régiment d'artillerie sont recensés dans la Liste officielle de prisonniers français : d'après les renseignements fournis par l'autorité militaire allemande publication éditée par le Centre national d'information sur les prisonniers de guerre (N° 1 - 12 août 1940 ; n° 100 -15 juin 1941).

## Sources et bibliographie
- Anonyme - Historique du 243e régiment d'artillerie de campagne pendant la guerre 1914-1918, Nancy-Paris-Strasbourg, Imprimerie Berger-Levrault [s.d.][12]
- Voir sur la page consacrée au 43e RAC, août 1914-mars 1918  le paragraphe consacré aux "21e, 22e et 23e batteries - Groupe de renforcement du 43e RAC - AD53 - 243e RAC" sur le site verney-grandeguerre.com